# Fussballclub Zürich 2014-2015
Questa voce raccoglie le informazioni riguardanti il Fussballclub Zürich nelle competizioni ufficiali della stagione 2014-2015.

## Stagione
Nella stagione 2014-2015 il Zurigo, allenato da Urs Meier, concluse il campionato di Super League al 3º posto. In Coppa Svizzera il Zurigo fu eliminato in semifinale dal Sion. In Europa League il Zurigo fu eliminato nella fase a gironi.

## Rosa
| N. |                     | Ruolo | Calciatore          |
| -- | ------------------- | ----- | ------------------- |
| 4  | Svizzera (bandiera) | D     | Raphael Koch        |
| 5  | Albania (bandiera)  | D     | Berat Djimsiti      |
| 7  | Svizzera (bandiera) | A     | Mario Gavranović    |
| 8  | Svizzera (bandiera) | C     | Christian Schneuwly |
| 9  | Tunisia (bandiera)  | A     | Amine Chermiti      |
| 10 | Svizzera (bandiera) | C     | Davide Chiumiento   |
| 11 | Albania (bandiera)  | A     | Armando Sadiku      |
| 13 | Svizzera (bandiera) | D     | Alain Nef           |
| 14 | Camerun (bandiera)  | A     | Franck Etoundi      |
| 15 | Svizzera (bandiera) | C     | Oliver Buff         |
| 16 | Svizzera (bandiera) | D     | Philippe Koch       |
| 17 | Tunisia (bandiera)  | A     | Yassine Chikhaoui   |
| 18 | Israele (bandiera)  | C     | Avi Rikan           |
| 19 | Svizzera (bandiera) | D     | Armin Alesevic      |
| 20 | Albania (bandiera)  | C     | Burim Kukeli        |

| N. |                           | Ruolo | Calciatore          |
| -- | ------------------------- | ----- | ------------------- |
| 21 | Svizzera (bandiera)       | C     | Mike Kleiber        |
| 22 | Montenegro (bandiera)     | C     | Asmir Kajević       |
| 23 | Armenia (bandiera)        | D     | Artëm Simonjan      |
| 24 | Svizzera (bandiera)       | C     | Maurice Brunner     |
| 25 | Montenegro (bandiera)     | D     | Ivan Kecojević      |
| 26 | Svizzera (bandiera)       | C     | Cédric Brunner      |
| 27 | Svizzera (bandiera)       | C     | Marco Schönbächler  |
| 28 | Svizzera (bandiera)       | P     | Yanick Brecher      |
| 29 | Senegal (bandiera)        | C     | Sangoné Sarr        |
| 30 | Svizzera (bandiera)       | D     | Nico Elvedi         |
| 31 | Svizzera (bandiera)       | P     | Andres Malloth      |
| 32 | Svizzera (bandiera)       | P     | Anthony Favre       |
| 33 | Svizzera (bandiera)       | A     | Dimitri Oberlin     |
| 34 | Svizzera (bandiera)       | C     | Francisco Rodríguez |
| 37 | Costa d'Avorio (bandiera) | C     | Gilles Yapi Yapo    |

## Organigramma societario
Area tecnica
- Allenatore: Urs Meier
- Allenatore in seconda: Massimo Rizzo, Federico Valente
- Preparatore dei portieri: Stefan Knutti
- Preparatori atletici: Christoph Tebel, Dominik Baumgartner
- Responsabile settore medico: dr. Stefan Rausch
- Medici sociali: dr. Michael Wawroschek
- Fisioterapisti: Ralf Vollmer e Raphael Fässler
- Team manager: Massimo Rizzo

## Calciomercato

### Sessione estiva
| Acquisti | Acquisti         | Acquisti   | Acquisti |
| R.       | Nome             | da         | Modalità |
| -------- | ---------------- | ---------- | -------- |
| P        | Anthony Favre    | Wil        |          |
| A        | Patrick Rossini  | Sciaffusa  |          |
| C        | Gilles Yapi Yapo | Dubai Club |          |

| Cessioni | Cessioni              | Cessioni       | Cessioni |
| R.       | Nome                  | a              | Modalità |
| -------- | --------------------- | -------------- | -------- |
| D        | Loris Benito          | Benfica        |          |
| P        | Yanick Brecher        | Wil            |          |
| A        | Giuseppe De Filippo   | Wohlen         |          |
| D        | Stefan Glarner        | Thun           |          |
| D        | Jorge Teixeira        | Standard Liegi |          |
| C        | Stjepan Kukuruzović   | Ferencváros    |          |
| C        | Davide Mariani        | Sciaffusa      |          |
| C        | Pedro Henrique Konzen | Rennes         |          |

### Sessione invernale
| Acquisti | Acquisti            | Acquisti | Acquisti |
| R.       | Nome                | da       | Modalità |
| -------- | ------------------- | -------- | -------- |
| C        | Christian Schneuwly | Thun     |          |
| C        | Sangoné Sarr        | Pikine   |          |

| Cessioni | Cessioni        | Cessioni | Cessioni |
| R.       | Nome            | a        | Modalità |
| -------- | --------------- | -------- | -------- |
| A        | Patrick Rossini | Lugano   |          |

## Risultati

### Super League

#### Prima fase, girone di andata
| Arbitro: | Studer |

|                |           |  |
| Chiumiento 59’ | Marcatori |  |

| Arbitro: | Erlachner |

|             |           |                                                                |
| Cecchini 7’ | Marcatori | 21’ Chiumiento 23’ Rodríguez 51’ Chikhaoui 67’ (rig.) Chermiti |

| Arbitro: | Pache |

|                                    |           |                  |
| Chiumiento 58’ Chermiti 74’ (rig.) | Marcatori | 84’ (rig.) Gajić |

| Arbitro: | Klossner |

|                                              |           |              |
| Gashi 23’ Zuffi 39’ Kakitani 74’ Delgado 87’ | Marcatori | 55’ Chermiti |

| Arbitro: | Jaccottet |

|                    |           |                 |
| Chikhaoui 31’, 62’ | Marcatori | 73’ Kaluđerović |

| Arbitro: | Schärer |

|               |           |               |
| Schneuwly 11’ | Marcatori | 39’ Kecojević |

| Arbitro: | Erlachner |

|  |           |                       |
|  | Marcatori | 77’ Rikan 79’ Etoundi |

| Arbitro: | Klossner |

|                                               |           |             |
| Chiumiento 19’, 53’ Djimsiti 62’ Chermiti 90’ | Marcatori | 24’ Vidošić |

| Zurigo 24 settembre 2014, ore 19:45 CEST 9ª giornata | Zurigo | 0 – 0 referto | Aarau | Stadio Letzigrund (7 212 spett.)\| Arbitro: \| Hänni \| |
| Arbitro:                                             | Hänni  |               |       |                                                         |

#### Prima fase, girone di ritorno
| Arbitro: | Schärer |

|                       |           |               |
| Steffen 5’ Hoarau 83’ | Marcatori | 66’ Chikhaoui |

| Arbitro: | Bieri |

|                                 |           |  |
| Kukeli 5’ Schönbächler 15’, 25’ | Marcatori |  |

| Arbitro: | Bieri |

|          |           |                                |
| Caio 15’ | Marcatori | 29’, 82’ Etoundi 75’ Rodríguez |

| Arbitro: | Erlachner |

|                      |           |               |
| Chikhaoui 58’ (rig.) | Marcatori | 73’ Karanović |

| Arbitro: | Jaccottet |

|                                   |           |                                                |
| Chikhaoui 36’ (rig.) Chermiti 76’ | Marcatori | 27’ (rig.) Freuler 48’ Lezcano 72’ (aut.) Koch |

| Arbitro: | Eisner |

|  |           |            |
|  | Marcatori | 14’ Elvedi |

| Arbitro: | Bieri |

|             |           |                                 |
| Vidošić 35’ | Marcatori | 20’ Chiumiento 43’, 79’ Etoundi |

| Arbitro: | Studer |

|                      |           |                |
| Chikhaoui 88’ (rig.) | Marcatori | 41’, 90’ Gashi |

| Arbitro: | Amhof |

|                            |           |             |
| Ferreira 22’ Schneuwly 29’ | Marcatori | 27’ Etoundi |

#### Seconda fase, girone di andata
| Arbitro: | Klossner |

|               |           |                                                  |
| Čavušević 77’ | Marcatori | 8’ Etoundi 13’ Schönbächler 71’ Rikan 84’ Sadiku |

| Arbitro: | San |

|  |           |              |
|  | Marcatori | 79’ González |

| Arbitro: | Jaccottet |

|  |           |                          |
|  | Marcatori | 52’ Kajević 63’ Chermiti |

| Zurigo 28 febbraio 2015, ore 17:45 CET 22ª giornata | Zurigo | 0 – 0 referto | Aarau | Stadio Letzigrund (7 403 spett.)\| Arbitro: \| Hänni \| |
| Arbitro:                                            | Hänni  |               |       |                                                         |

| Arbitro: | Studer |

|                        |           |                        |
| Schürpf 83’ Sutter 87’ | Marcatori | 74’ Nef 86’ Gavranović |

| Arbitro: | Bieri |

|  |           |               |
|  | Marcatori | 50’ Follonier |

| Arbitro: | Klossner |

|                                    |           |  |
| Hoarau 12’, 57’ (rig.) Bertone 30’ | Marcatori |  |

| Arbitro: | Hameter |

|  |           |            |
|  | Marcatori | 82’ Puljić |

| Arbitro: | Amhof |

|                                                    |           |             |
| Gashi 24’ Embolo 45’, 47’, 77’ Djimsiti 88’ (aut.) | Marcatori | 71’ Etoundi |

#### Seconda fase, girone di ritorno
| Arbitro: | Pache |

|             |           |                    |
| Etoundi 32’ | Marcatori | 73’, 90’ Karanović |

| Aarau 25 aprile 2015, ore 17:45 CEST 29ª giornata | Aarau | 0 – 0 referto | Zurigo | Stadion Brügglifeld (3 384 spett.)\| Arbitro: \| Hänni \| |
| Arbitro:                                          | Hänni |               |        |                                                           |

| Arbitro: | Klossner |

|               |           |                              |
| Follonier 56’ | Marcatori | 30’ (rig.), 53’ (rig.) Rikan |

| Arbitro: | Schärer |

|  |           |                   |
|  | Marcatori | 38’ (rig.) Hoarau |

| Arbitro: | Bieri |

|               |           |                     |
| Kecojević 86’ | Marcatori | 42’ Callà 90’ Suchý |

| Arbitro: | Erlachner |

|                           |           |                       |
| Sulmoni 42’ Siegfried 89’ | Marcatori | 40’ Nef 85’ Chikhaoui |

| Arbitro: | Amhof |

|                            |           |                       |
| Schneuwly 19’ Djimsiti 52’ | Marcatori | 3’ Sutter 39’ Schürpf |

| Arbitro: | Studer |

|  |           |            |
|  | Marcatori | 49’ Sadiku |

| Arbitro: | Jaccottet |

|                                            |           |                        |
| Schneuwly 14’ Chermiti 23’, 73’ Sadiku 29’ | Marcatori | 3’, 45’ Ravet 16’ Caio |

### Coppa Svizzera
| 24 agosto 2014, ore 15:00 CEST Primo turno | Schönbühl | 0 – 7 | Zurigo |  |

| 21 settembre 2014, ore 14:00 CEST Secondo turno | Black Stars Basilea | 1 – 2 | Zurigo |  |

| 3 dicembre 2014, ore 19:30 CET Ottavi di finale | Cham | 0 – 5 | Zurigo |  |

| Arbitro: | Klossner |

|               |           |  |
| Rodríguez 96’ | Marcatori |  |

| Arbitro: | Studer |

|  |           |            |
|  | Marcatori | 49’ Konaté |

### Europa League

#### Fase di qualificazione
| Arbitro: | Trattou |

|                   |           |                       |
| Vlasko 14’ (rig.) | Marcatori | 4’, 45’, 58’ Chermiti |

| Arbitro: | Madden |

|               |           |            |
| Chikhaoui 48’ | Marcatori | 90’ Špalek |

#### Fase a gironi
| Arbitro: | Evans |

|                                        |           |                         |
| Papoulīs 9’ Gullón 40’ Koch 87’ (aut.) | Marcatori | 50’ Rikan 54’ Yapi Yapo |

| Arbitro: | Vinčić |

|             |           |               |
| Etoundi 23’ | Marcatori | 25’ Nordtveit |

| Arbitro: | Özkahya |

|                                           |           |                  |
| Cani 6’ Vietto 57’ Soriano 60’ Santos 78’ | Marcatori | 43’ Schönbächler |

| Arbitro: | Bezborodov |

|                                    |           |                     |
| Etoundi 21’ Buff 26’ Chikhaoui 29’ | Marcatori | 19’ Pina 24’ Moreno |

| Arbitro: | Tohver |

|                                               |           |          |
| Djimsiti 31’ Chikhaoui 38’ (rig.), 59’ (rig.) | Marcatori | 23’ Rosa |

| Arbitro: | Banti |

|                              |           |  |
| Herrmann 31’ Hrgota 58’, 64’ | Marcatori |  |

## Statistiche

### Statistiche di squadra
| Competizione   | Punti | In casa | In casa | In casa | In casa | In casa | In casa | In trasferta | In trasferta | In trasferta | In trasferta | In trasferta | In trasferta | Totale | Totale | Totale | Totale | Totale | Totale | DR  |
| Competizione   | Punti | G       | V       | N       | P       | Gf      | Gs      | G            | V            | N            | P            | Gf           | Gs           | G      | V      | N      | P      | Gf     | Gs     | DR  |
| -------------- | ----- | ------- | ------- | ------- | ------- | ------- | ------- | ------------ | ------------ | ------------ | ------------ | ------------ | ------------ | ------ | ------ | ------ | ------ | ------ | ------ | --- |
| Super League   | 53    | 18      | 6       | 4       | 8       | 24      | 22      | 18           | 9            | 4            | 5            | 31           | 26           | 36     | 15     | 8      | 13     | 55     | 48     | +7  |
| Coppa Svizzera | -     | 2       | 1       | 0       | 1       | 1       | 1       | 3            | 3            | 0            | 0            | 14           | 1            | 5      | 4      | 0      | 1      | 15     | 2      | +13 |
| Europa League  | -     | 4       | 2       | 2       | 0       | 8       | 5       | 4            | 1            | 0            | 3            | 6            | 11           | 8      | 3      | 2      | 3      | 14     | 16     | -2  |
| Totale         | 53    | 24      | 9       | 6       | 9       | 33      | 28      | 25           | 13           | 4            | 8            | 51           | 38           | 49     | 22     | 10     | 17     | 84     | 66     | +18 |

### Andamento in campionato
| Giornata  | 1 | 2 | 3 | 4 | 5 | 6 | 7 | 8 | 9 | 10 | 11 | 12 | 13 | 14 | 15 | 16 | 17 | 18 | 19 | 20 | 21 | 22 | 23 | 24 | 25 | 26 | 27 | 28 | 29 | 30 | 31 | 32 | 33 | 34 | 35 | 36 |
| --------- | - | - | - | - | - | - | - | - | - | -- | -- | -- | -- | -- | -- | -- | -- | -- | -- | -- | -- | -- | -- | -- | -- | -- | -- | -- | -- | -- | -- | -- | -- | -- | -- | -- |
| Luogo     | C | T | C | T | C | T | T | C | C | T  | C  | T  | C  | C  | T  | T  | C  | T  | T  | C  | T  | C  | T  | C  | T  | C  | T  | C  | T  | T  | C  | C  | T  | C  | T  | C  |
| Risultato | V | V | V | P | V | N | V | V | N | P  | V  | V  | N  | P  | V  | V  | P  | P  | V  | P  | V  | N  | N  | P  | P  | P  | P  | P  | N  | V  | P  | P  | N  | N  | V  | V  |
| Posizione | 2 | 1 | 2 | 2 | 2 | 2 | 2 | 1 | 2 | 2  | 1  | 1  | 1  | 2  | 2  | 2  | 2  | 2  | 2  | 3  | 3  | 3  | 3  | 3  | 3  | 3  | 4  | 4  | 4  | 4  | 4  | 4  | 4  | 4  | 4  | 3  |

Legenda:

Luogo: C = Casa; T = Trasferta. Risultato: V = Vittoria; N = Pareggio; P = Sconfitta.

### Statistiche dei giocatori
| Giocatore       | Super League | Super League | Super League | Super League | Coppa Svizzera | Coppa Svizzera | Coppa Svizzera | Coppa Svizzera | Europa League | Europa League | Europa League | Europa League | Totale   | Totale | Totale      | Totale     |
| Giocatore       | Presenze     | Reti         | Ammonizioni  | Espulsioni   | Presenze       | Reti           | Ammonizioni    | Espulsioni     | Presenze      | Reti          | Ammonizioni   | Espulsioni    | Presenze | Reti   | Ammonizioni | Espulsioni |
| --------------- | ------------ | ------------ | ------------ | ------------ | -------------- | -------------- | -------------- | -------------- | ------------- | ------------- | ------------- | ------------- | -------- | ------ | ----------- | ---------- |
| A. Alesevic     | 1            | 0            | 1            | 0            | 0              | 0              | 0              | 0              | 0             | 0             | 0             | 0             | 1        | 0      | 1           | 0          |
| Y. Brecher      | 11           | 0            | 1            | 0            | 1              | 0              | 0              | 0              | 0             | 0             | 0             | 0             | 12       | 0      | 1           | 0          |
| C. Brunner      | 5            | 0            | 3            | 0            | 1              | 0              | 1              | 0              | 1             | 0             | 0             | 0             | 7        | 0      | 4           | 0          |
| M. Brunner      | 7            | 0            | 1            | 0            | 0              | 0              | 0              | 0              | 3             | 0             | 0             | 0             | 10       | 0      | 1           | 0          |
| O. Buff         | 30           | 0            | 6            | 0            | 1              | 0              | 0              | 0              | 7             | 1             | 0             | 0             | 38       | 1      | 6           | 0          |
| A. Chermiti     | 26           | 8            | 7            | 0            | 1              | 0              | 0              | 0              | 8             | 3             | 2             | 0             | 35       | 11     | 9           | 0          |
| Y. Chikhaoui    | 31           | 8            | 4            | 2            | 1              | 0              | 0              | 0              | 7             | 4             | 0             | 1             | 39       | 12     | 4           | 3          |
| D. Chiumiento   | 31           | 6            | 6            | 1            | 1              | 0              | 0              | 0              | 7             | 0             | 1             | 0             | 39       | 6      | 7           | 1          |
| D. Costa        | 25           | 0            | 3            | 0            | 1              | 0              | 0              | 0              | 8             | 0             | 0             | 0             | 34       | 0      | 3           | 0          |
| B. Djimsiti     | 33           | 2            | 7            | 0            | 2              | 0              | 0              | 0              | 7             | 1             | 1             | 0             | 42       | 3      | 8           | 0          |
| N. Elvedi       | 16           | 1            | 2            | 0            | 0              | 0              | 0              | 0              | 4             | 0             | 0             | 0             | 20       | 1      | 2           | 0          |
| F. Etoundi      | 26           | 9            | 6            | 0            | 2              | 0              | 0              | 0              | 8             | 2             | 1             | 0             | 36       | 11     | 7           | 0          |
| A. Favre        | 0            | 0            | 0            | 0            | 0              | 0              | 0              | 0              | 0             | 0             | 0             | 0             | 0        | 0      | 0           | 0          |
| M. Gavranović   | 11           | 1            | 2            | 0            | 2              | 0              | 0              | 0              | 0             | 0             | 0             | 0             | 13       | 1      | 2           | 0          |
| A. Kajević      | 16           | 1            | 4            | 0            | 2              | 0              | 0              | 0              | 1             | 0             | 1             | 0             | 19       | 1      | 5           | 0          |
| I. Kecojević    | 27           | 2            | 7            | 1            | 2              | 0              | 0              | 0              | 6             | 0             | 1             | 0             | 35       | 2      | 8           | 1          |
| M. Kleiber      | 4            | 0            | 1            | 0            | 1              | 0              | 1              | 0              | 0             | 0             | 0             | 0             | 5        | 0      | 2           | 0          |
| P. Koch         | 29           | 0            | 4            | 0            | 2              | 0              | 1              | 0              | 7             | 0             | 1             | 0             | 38       | 0      | 6           | 0          |
| R. Koch         | 0            | 0            | 0            | 0            | 0              | 0              | 0              | 0              | 0             | 0             | 0             | 0             | 0        | 0      | 0           | 0          |
| B. Kukeli       | 21           | 1            | 5            | 0            | 0              | 0              | 0              | 0              | 5             | 0             | 2             | 0             | 26       | 1      | 7           | 0          |
| A. Malloth      | 0            | 0            | 0            | 0            | 0              | 0              | 0              | 0              | 0             | 0             | 0             | 0             | 0        | 0      | 0           | 0          |
| A. Nef          | 27           | 2            | 3            | 0            | 2              | 0              | 0              | 0              | 4             | 0             | 1             | 0             | 33       | 2      | 4           | 0          |
| D. Oberlin      | 0            | 0            | 0            | 0            | 0              | 0              | 0              | 0              | 0             | 0             | 0             | 0             | 0        | 0      | 0           | 0          |
| A. Rikan        | 21           | 4            | 6            | 1            | 1              | 0              | 0              | 0              | 4             | 1             | 0             | 0             | 26       | 5      | 6           | 1          |
| F. Rodríguez    | 28           | 2            | 3            | 0            | 2              | 1              | 1              | 0              | 6             | 0             | 0             | 0             | 36       | 3      | 4           | 0          |
| P. Rossini      | 6            | 0            | 0            | 0            | 0              | 0              | 0              | 0              | 4             | 0             | 1             | 0             | 10       | 0      | 1           | 0          |
| A. Sadiku       | 14           | 3            | 3            | 0            | 0              | 0              | 0              | 0              | 0             | 0             | 0             | 0             | 14       | 3      | 3           | 0          |
| S. Sarr         | 3            | 0            | 1            | 0            | 0              | 0              | 0              | 0              | 0             | 0             | 0             | 0             | 3        | 0      | 1           | 0          |
| C. Schneuwly    | 18           | 2            | 1            | 0            | 2              | 0              | 1              | 0              | 0             | 0             | 0             | 0             | 20       | 2      | 2           | 0          |
| M. Schönbächler | 19           | 3            | 5            | 0            | 1              | 0              | 0              | 0              | 8             | 1             | 1             | 0             | 28       | 4      | 6           | 0          |
| A. Simonjan     | 0            | 0            | 0            | 0            | 0              | 0              | 0              | 0              | 0             | 0             | 0             | 0             | 0        | 0      | 0           | 0          |
| G. Yapi Yapo    | 14           | 0            | 4            | 0            | 0              | 0              | 0              | 0              | 6             | 1             | 0             | 0             | 20       | 1      | 4           | 0          |